# Serrat l'Amont
El Serrat l'Amont és una serra situada al municipi de Camarasa a la comarca del Noguera, amb una elevació màxima de 539 metres.